# Douradoquara
Douradoquara is een gemeente in de Braziliaanse deelstaat Minas Gerais. De gemeente telt 1.924 inwoners (schatting 2009).

## Aangrenzende gemeenten
De gemeente grenst aan Abadia dos Dourados, Grupiara, Monte Carmelo en Catalão (GO).